# Sadowie (gmina)
La gmina de Sadowie est une commune rurale de la voïvodie de Sainte-Croix et du powiat d'Opatów. Elle s'étend sur 81,71 km2 et comptait 4 200 habitants en 2011. Son siège est le village de Sadowie qui se situe à environ 7 kilomètres au nord-ouest d’Opatów et à 54 kilomètres à l'est de Kielce.

## Villages
La gmina de Sadowie comprend les villages et localités de Biskupice, Bogusławice, Bukowiany, Czerwona Góra, Grocholice, Jacentów, Łężyce, Małoszyce, Michałów, Niemienice, Obręczna, Okręglica, Porudzie, Ruszków, Ruszkowiec, Rżuchów, Sadowie, Szczucice, Truskolasy, Wszechświęte, Zochcin et Zwola.

## Gminy voisines
La gmina de Sadowie est voisine des gminy de Baćkowice, Bodzechów, Ćmielów, Opatów et Waśniów.